# Карасьова Анастасія Андріївна
Анастасія Андріївна Карасьова (21 січня 1997, Луцьк, Україна) — українська волейболістка, ліберо. Гравець національної збірної.

## Із біографії
Вихованиця луцької волейбольної школи. Виступала за місцевий клуб «Волинь-Університет-ОДЮСШ». Закінчила факультет фізичного виховання і спорту Волинського національного університету імені Лесі Українки. Чемпіонка України 2023 року  у складі «Прометея».
У 2012-2013 роках грала за юнацьку збірну України. Кольори національної збірної захищає з 2018 року. Учасниця чемпіонатів Європи 2019 і 2021 років. У команді Гарія Єгіазарова була основним ліберо. На другій першості Володимир Орлов випускав її на майданчик епізодично, в іграх з Фінляндією і Румунією, а більшість часу грала Кристина Нємцева з «Хіміка».

## Статистика
| Роки      | Команди                      |
| --------- | ---------------------------- |
| 2017—2022 | «Волинь-Університет» (Луцьк) |
| 2022—2023 | «Прометей» (Кам'янське)      |
| 2023—2024 | «Балта»                      |
| 2024—     | «Нафтуся» (Трускавець)       |

Статистика виступів на чемпіонатах Європи
| Турнір                | Ігри | Очки |
| --------------------- | ---- | ---- |
| Чемпіонат Європи 2019 | 5    | 0    |
| Чемпіонат Європи 2021 | 2    | 0    |